# Analblase
Die Analblase ist ein rektales Atmungsorgan  einiger Sumpf- und Wasserschildkröten.

## Funktionen
Die Analblase ist als ein multifunktionales Organ Teil der Kloake einiger Sumpf- und Wasserschildkröten. Sie wird aus einem paarigen System auf beiden Enddarmseiten gebildet, das sich tief in den Körper strecken kann. Die Analblase kann muskelgesteuert mit Wasser gefüllt und entleert werden. Als ein Atmungsorgan (Kloakenatmung) hilft sie dem Tier unter Wasser zu atmen, sowohl beim Tauchen als auch während der Kältestarre. Dazu ist sie mit zahlreichen kleinen mit Blutgefäßen durchzogenen Oberflächenstrukturen (Fimbrien) ausgestattet, die Sauerstoff aufnehmen können. Das spezifische Gewicht des Körpers kann ferner mit der Analblase dem des umgebenden Wassers angeglichen werden, so dass sich das Tier beim Tauchen leichter horizontal bewegen kann. Bei der Eiablage wird die Neststelle vor dem Graben mit Wasser aus der Analblase aufgeweicht. Die Analblase dient auch der passiven Feindabwehr. Ausgestoßene Enddarmrückstände und Stinkdrüsensekrete können zu Geruchsbelästigungen führen. Wenn das Tier ruhig auf dem Grund des Aquariums liegt, kann pumpartiges Ein- und Ausströmen von Wasser durch die Analblase beobachtet werden. 
Die Kloakenatmung über die Analblase ist bei Schildkrötenarten unterschiedlich ausgeprägt. Eine besonders starke Form findet sich bei der australischen Fitzroy-Schildkröte. Ihre Analblase hat eine Größe von 10 cm bei 26 cm Panzerlänge. Die Frequenzen der Kloakenkontraktion für die Atmung betragen bei ihr 15–60 mal pro Minute.